# Mad Max (videogioco 2015)
Mad Max è un videogioco action-adventure del 2015, sviluppato da Avalanche Studios e pubblicato da Warner Bros. Interactive Entertainment per PlayStation 4, Xbox One e Microsoft Windows.
È stato pubblicato il 1º settembre 2015 in Nord America e il 4 settembre 2015 in Europa. Feral Interactive ha pubblicato le versioni per macOS e Linux del gioco.

## Trama
Il gioco ha luogo prima degli eventi narrati nel film Mad Max: Fury Road (2015).
Durante uno scontro con Scabrous Scrotus, uno dei figli di Immortan Joe, Max perde la sua V8 Interceptor. Sfuggito alla cattura, Max viene accolto da Chumbucket, un meccanico dito nero che concede il suo aiuto e la sua auto ancora incompleta, la Magnum Opus , in cambio dell'aiuto per completarne la costruzione. Deciso a recuperare il suo motore V8, Max deve attraversare le terre desolate fino a Gastown, per battere in gara Stank Gum e sottrargli il motore agognato nella speranza di poter ripartire per il suo vagabondaggio, alla ricerca delle Piane del Silenzio.
Chumbucket ospita Max nel suo nascondiglio, in una nave arenata nelle valli desertiche a sud della mappa; Chum accoglie Max perché secondo la sua religione, "quella del dio macchina", egli è un dio in terra, destinato a guidare la Magnum Opus assemblata da Chumbucket stesso.